# سنجاب طنابی کنگو
سنجاب طنابی کنگو (نام علمی: Funisciurus congicus) نام یک گونه از سرده سنجاب نواری آفریقایی است.